# William Henry Dudley Boyle
L' almirall de la flota William Henry Dudley Boyle, 12è comte de Cork i 12è comte d'Orrery, GCB, GCVO (30 de novembre de 1873 - 19 d'abril de 1967) va ser un oficial i par de la Royal Navy britànica. Va servir com a oficial subaltern a l'estació de la Xina durant la Rebel·lió dels Bòxers i va continuar servint a la Primera Guerra Mundial inicialment com a oficial d'estat major durant la campanya dels Dardanels i llavors com a comandant de la Patrulla del Mar Roig: en aquesta capacitat, va dirigir un bombardeig de sis dies del port turc de Gidda i va treballar estretament amb T.E. Lawrence en suport de la revolta àrab. En els anys d'entreguerres va ser comandant en cap de la flota de reserva, president del Royal Naval College de Greenwich i comandant en cap de la flota nacional. Després de succeir a un cosí i esdevenir comte de Cork el 1934, es va convertir en comandant en cap de Portsmouth.
Boyle també va servir a la Segona Guerra Mundial, primer com a cap de planificació de l'Operació Caterina, una ofensiva naval fallida al mar Bàltic proposada per Winston Churchill que tenia com a objectiu tallar el flux de mineral de ferro procedent de Suècia. Aleshores es va convertir en comandant designat d'una expedició anglofrancesa planificada per ajudar els finesos en la guerra d'hivern que estaven lliurant contra un atac soviètic: aquesta expedició també va ser cancel·lada. Finalment, se li va donar el comandament d'una força naval amb la missió de recuperar el port estratègic de Narvik a Noruega als alemanys: tot i que Narvik va ser capturat breument, totes les tropes aliades van ser finalment retirades.

## Biografia

### Primers anys
Nascut el segon dels quatre fills del coronel Gerald Edmund Boyle (nét d'Edmund Boyle, 8è comte de Cork) i de Lady Elizabeth Theresa Pepys (filla de Charles Pepys, 1r comte de Cottenham), "Ginger" Boyle es va incorporar al vaixell escola. HMS Britannia com a cadet el 15 de gener de 1887. Va ser assignat al cuirassat HMS Monarch a l'Esquadró del Canal el desembre de 1888 i, després de la promoció a guardamarina el 15 de juny de 1889, va ser nomenat per al cuirassat HMS Colossus a la Flota de la Mediterrània el març de 1890.
Boyle es va traslladar a la corbeta HMS Active a l'Esquadró d'entrenament el juliol de 1892 i, després d'haver estat ascendit a subtinent l'1 de juliol de 1894, es va incorporar a la canonera HMS Lizard a l'estació d'Austràlia el setembre de 1894. Ascendit a tinent l'1 d'octubre de 1895, es va traslladar al creuer HMS Furious al Canal. Esquadró el juliol de 1898 i després esdevingué primer tinent del balandre HMS Daphne a l'estació de la Xina el novembre de 1898: en aquesta capacitat, va veure acció durant la Rebel·lió dels Bòxers. Va ser nomenat primer tinent de la canonera torpedinera HMS Hazard el 2 de juliol de 1902, abans de convertir-se en comandant del destructor HMS Haughty el 28 d'agost de 1902. Va passar a ser oficial executiu al creuer HMS Astraeaa la flota del Mediterrani el febrer de 1904 i, després d'haver estat ascendit a comandant el 31 de desembre de 1906, va ser reassignat com a oficial executiu del cuirassat HMS Hibernia a la Flota del Canal el gener de 1907. Es va unir a la Divisió d'Intel·ligència Naval de l'Almirallat el gener de 1909 abans de convertir-se en oficial executiu del creuer blindat HMS Good Hope a la flota de l'Atlàntic el 1911. Va passar a ser comandant del creuer explorador HMS Skirmisher a la Home Fleet el gener de 1912 i va ser ascendit a capità el 30 de juny de 1913. Va ser nomenat agregat naval britànic a Roma el juliol de 1913 i en aquesta capacitat va participar com a observador durant la Segona Guerra dels Balcans. Per aquest treball va ser nomenat Comandant de l'orde italiana dels Sants Maurici i Llàtzer.

### Primera Guerra Mundial

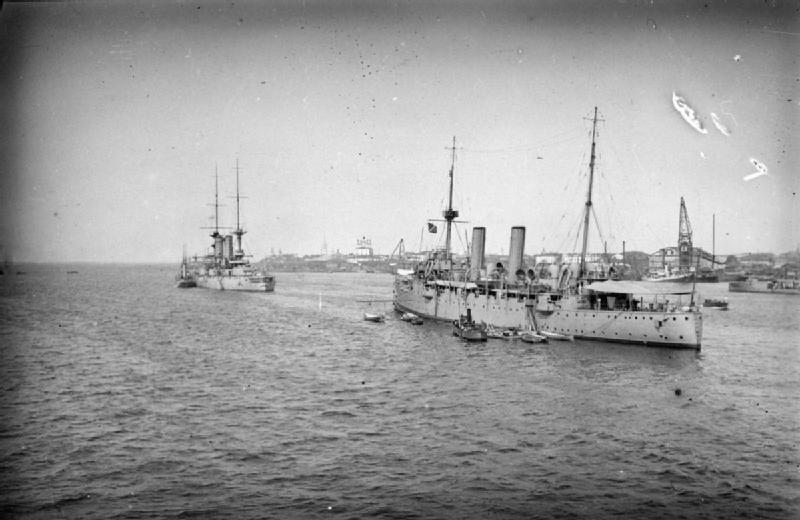
El creuer lleuger HMS Fox que Boyle va comandar al Mar Roig durant la Primera Guerra Mundial

Boyle va servir a la Primera Guerra Mundial inicialment com a oficial d'estat major a l'estat major del contraalmirall Rosslyn Wemyss durant la campanya dels Dardanels. Va rebre el comandament del creuer lleuger HMS Fox al Mar Roig el setembre de 1915 i va passar a ser comandant de la Patrulla del Mar Roig el gener de 1916. En aquesta capacitat va dirigir un bombardeig de sis dies del port de Jiddah controlat pels turcs el juny de 1916 i va treballar estretament amb T. E. Lawrence en suport de la revolta àrab. Pels seus serveis a Egipte, va rebre l'orde del Nil de 3a classe el 4 de desembre de 1916. Va passar a ser capità de bandera de l'almirall Sir Henry Oliver, comandant del 1r Esquadró de creuers de batalla de la Gran Flota, al creuer de batalla HMS Repulse el novembre de 1917. Va ser nomenat company de l'orde del Bany l'1 de gener de 1918 i, pels seus serveis a Jordània , va rebre l'orde d'El Nahda, segona classe el 23 d'abril de 1920.

### Anys d'entreguerres
Boyle va esdevenir oficial al comandament del creuer de batalla HMS Tiger a la Flota de l'Atlàntic l'abril de 1919 i oficial al comandament de la caserna naval de Devonport el juliol de 1921. Va ser nomenat ajudant de camp naval del Rei el 8 de novembre de 1922. Ascendit a contraalmirall l'1 de novembre de 1923, esdevingué segon al comandament del 2n Esquadró de Batalla de la Flota de l'Atlàntic amb la seva bandera al cuirassat HMS Resolution el maig de 1924. Després d'assistir al curs de guerra d'oficials superiors al Royal Naval College, Greenwich, va esdevenir comandant del 1r Esquadró de Creuers de la Flota del Mediterrani amb la seva bandera al creuer HMS Frobisher el setembre de 1926. Després d'un gira amb el seu esquadró a l'estació de la Xina i promoció a vicealmirall el 12 de juny de 1928, esdevingué comandant en cap de la flota de reserva amb la seva bandera al creuer lleuger HMS Constance el desembre de 1928 i president de la Royal Naval College, Greenwich l'abril de 1929. Va ser promogut a Cavaller Comandant de l'Ordre del Bany el 3 de juny de 1931. Promoted Ascendit a almirall ple l'1 de novembre de 1932, es va convertir en comandant en cap de la Home Fleet amb la seva bandera al cuirassat HMS Nelson el març de 1933. Va ser avançat a Gran Creu de Cavaller de l'Orde del Bany el 16 de juliol de 1935.
Boyle va succeir al seu cosí com a comte de Cork i Orrery i baró Boyle de Marston el 1934 i va assistir al funeral del rei Jordi V el gener de 1936. Va ser nomenat primer i principal ajudant de camp naval del Rei el 12 de juliol de 1936 i assistí a la coronació del rei Jordi VI el maig de 1937. Va passar a ser Comandant en Cap de Portsmouth el juliol de 1937 i, després d'haver estat ascendit a Almirall de la Flota el 21 de gener de 1938, encara estava "...extremadament en forma i ple d'energia i empenta."

### Segona Guerra Mundial

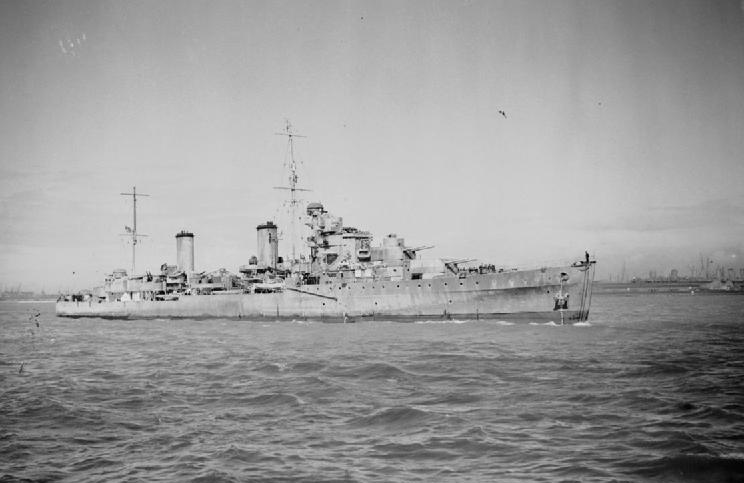
El creuer HMS Aurora que Cork va utilitzar com a vaixell insígnia per a les operacions davant de Noruega durant la Segona Guerra Mundial

Lord Cork va servir inicialment a la Segona Guerra Mundial com a cap de planificació de l'operació Caterina, una ofensiva naval al mar Bàltic proposada per Winston Churchill que tenia com a objectiu tallar el flux de mineral de ferro de Suècia i aïllar Alemanya del comerç escandinau. L'operació estava pensada per tenir lloc a la primavera de 1940 però es va abandonar el gener de 1940.
Cork es va convertir llavors en comandant designat d'una expedició anglofrancesa planificada per ajudar els finesos en la guerra d'hivern que estaven lliurant contra un atac soviètic: Finlàndia va acceptar els termes soviètics el març de 1940 i aquesta expedició també va ser cancel·lada.
A l'abril de 1940, Cork va rebre el comandament d'una força naval amb la missió de recuperar el port estratègic de Narvik a Noruega als alemanys: va enarborar la seva bandera del creuer HMS Aurora. Cork estava a favor d'una presa immediata de Narvik utilitzant forces tant militars com navals, però el comandant de l'exèrcit més prudent, el major general Pierse Joseph Mackesy, va tenir ordres de no intentar un desembarcament contrari. Cork va bombardejar Narvik i després va abandonar la missió davant la forta oposició alemanya. Cork va proporcionar foc de cobertura per al desembarcament de les tropes de la Legió Estrangera francesa a Bjerkvik el maig de 1940 i, tot i que Narvik va ser capturat breument, se li va demanar que recolzés la retirada de totes les tropes aliades el juny de 1940. Va ser va rebre l'orde noruec de Sant Olaf per aquesta operació el 13 d'octubre de 1942.

### Darrers anys
Churchill es va indignar amb l'almirall Sir James Somerville per no continuar la persecució de l'armada italiana després de la batalla del cap Spartivento el novembre de 1940 i va enviar a Cork per dur a terme una investigació, però Cork va trobar que Somerville havia actuat completament correctament.
Cork va servir a la Guàrdia Nacional durant els últims anys de la Segona Guerra Mundial i es va convertir en president de Shaftesbury Homes i Arethusa, una escola de formació per a nens sense llar a Londres, el 1942. Va assistir al funeral del rei Jordi VI el febrer de 1952. Va morir a casa seva a Londres el 19 d'abril de 1967. Està enterrat al cementiri . de l'Església de Sant Léonard, Marston Bigot a Somerset, prop de Marston House , la seu de la família.

## Família
Boyle es va casar, a l'església catòlica romana de St. Mary, Chelsea, el 24 de juliol de 1902 amb Lady Florence Keppel (1871–1963), filla menor de William Keppel, setè comte d'Albemarle. No tenien fills.

## Dates de Promoció
Cadet de la Marina - 15 de gener de 1887
 Guardiamarina - 15 de juny de 1889
 Sotstinent - 20 de setembre de 1893
 Tinent - 1 d'octubre de 1895
 Comandant - 31 de desembre de 1906
 Capità - 30 de juny de 1913
 Contraalmirall - 1 de novembre de 1923
 Vicealmirall - 12 de juny de 1928
 Almirall - 1 de novembre de 1932
 Almirall de la Flota - 21 de gener de 1938

## Condecoracions
Gran Creu de l'orde del Bany
 Company de l'orde del Bany - 1 de gener de 1918
 Cavaller Comandant de l'Ordre del Bany - 3 de juny de 1931
 Gran Creu de Cavaller de l'Orde del Bany - 16 de juliol de 1935
 Gran Creu del Reial Orde Victorià
 Medalla de la 3a Guerra de la Xina
 Estrella de 1914
 Medalla Britànica de la Guerra 1914-20
 Medalla de la Victòria 1914-1918
 Estrella de 1939-45
 Estrella de l'Atlàntic
 Medalla de la Guerra 1939-1945
 Medalla de la Coronació del Rei Jordi VI 1937
 Comendador de l'orde de Sant Maurici i Sant Llàtzer (Itàlia) - 23 d'abril de 1920
 Comandant de l'orde del Nil (Egipte) - 4 de desembre de 1916
 Gran Creu de Sant Olav (Noruega)
 Gran Creu de la Legió d'Honor (França)
 Creu de Guerra 1914-1918 (França)
 Gran Oficial del Suprem Orde del Renaixement (Jordània)  -  23 d'abril de 1920